# Арипгаджиев, Магомед Давудович
Магомед Давудович Арипгаджи́ев (азерб. Məhəmməd Davud oğlu Ariphacıyev и бел. Магамед Давудавіч Арыпгаджыеў; род. 23 сентября 1977, Каспийск, СССР) — азербайджанский и белорусский боксёр-профессионал, выступавший в полутяжёлой весовой категории. Заслуженный мастер спорта Республики Беларусь (2004), серебряный призёр Олимпийских игр 2004 года, участник Олимпийских игр 2000 года, серебряный призёр чемпионата мира 2003 года в любителях. Среди профессионалов чемпион Европы по версии EBU External (2008—2010), чемпион СНГ и Восточной Европы по версии WBC CISBB (2007—2009), чемпион Белоруссии (2007—2008) в полутяжёлом весе. В настоящее время проживает в Германии. Тренер сборной Белоруссии по боксу.

## Любительская карьера
На Олимпийских играх 2000 года представлял Азербайджан, а через 4 года в Афинах выступал за Белоруссию. В финале афинских Игр в категории до 81 кг проиграл американцу Андре Уорду и завоевал серебро.

## Профессиональная карьера
4 июня 2005 года начал карьеру профессионального боксёра, победив техническим нокаутом в 1-м же раунде венгра Гергея Сабольча (0-3).
18 декабря 2010 года провёл последний официальный бой, победив техническим нокаутом во 2-м раунде белоруса Александра Палуянова (3-4), после чего закончил спортивную карьеру.
В течение профессиональной карьеры провёл 19 боёв — из них выиграв 16 боёв (10 нокаутом) и проиграв 2 боя (оба решением судей), один бой признан не состоявшимся.

## Награды
- Заслуженный мастер спорта Республики Беларусь (2004).
- Почётный диплом Президента Азербайджанской Республики (29 июня 2015 года) — за заслуги в развитии спорта в Азербайджане[2].